# Kacai erődtemplom
A kacai erődtemplom műemlékké nyilvánított épület Romániában, Brassó megyében. A romániai műemlékek jegyzékében a BV-II-a-A-11628 sorszámon szerepel.